# Солодовников, Александр Александрович
Александр Александрович Солодовников — (24 июня 1893 — 16 ноября 1974) — русский духовный поэт, композитор, прозаик и драматург. Его перу также принадлежат несколько литературно-исторических очерков, посвященных Москве.

## Биография
Родился в Москве 24 июня 1893 года. Родители Александра были выходцами из известных купеческих родов. Александр Дмитриевич Солодовников (1868—1931) — отец поэта, до революционных событий в России в 1917 году был правоведом, а в советское время работал юрисконсультом. Мать поэта — Ольга Романовна Солодовникова (1873—1931), (урожденная Мальмберг), принадлежала к роду Абрикосовых.
С самого детства будущий поэт увлекался литературой, в особенности поэзией XIX века. До самой своей кончины любимым русским поэтом, драматургом и прозаиком Солодовников почитал для себя А. С. Пушкина. Также он очень любил, А. А. Фета, А. С. Хомякова, Ф. И. Тютчева и др.
Окончив с отличием и золотой медалью Императорскую Московскую Практическую Академию коммерческих наук, А. А. Солодовников поступил и успешно окончил Императорский Московский Университет, факультет юриспруденции (с 1912 по 1916 гг.).
В тяжелое для России время революционных событий 1917 года, А. А. Солодовников служит прапорщиком 2-й батареи 1-й запасной артиллерийской бригады в Москве.
После демобилизации из русской армии в 1918 году, А. А. Солодовникова призывают на службу уже в Красную Армию. Он назначается помощником начальника отделения вспомогательных средств при Московском интендантском складе крепостных артиллерий. В это же самое время он занимается кандидатской работой на историко-литературном факультете для Московского Университета, в который он поступил в том же году.
Во время службы в Красной Армии А. А. Солодовников был арестован по ложному обвинению и пребывал в Бутырской тюрьме более полугода. После чего был переведён в тюрьму г. Саратова, из которой был освобождён только в середине 1921 г.
После военной службы, которую Солодовников окончил в 1921 году, он работал в ЮЖРУСТО бухгалтером. Имеется документ от 4 июля 1922 года, который свидетельствует о том, что А. А. Солодовников состоял в то время во Всероссийском Союзе Поэтов при Наркомпросе.
В 1923 году женой А. А. Солодовникова становится Нина Станиславовна Паутынская.
В 1925 году в семье Солодовниковых родилась дочь Марина, которая умерла от дифтерии в 1934 году. В 1926 году родился сын Сергей, который умер от воспаления лёгких, едва прожив 3 месяца. Больше в семье Солодовниковых детей не было.
В 1920-е годы А. А. Солодовников пишет детскую пьесу «Сказка о бедном Кекиле». Эта пьеса неоднократно ставилась во многих провинциальных театрах, в том числе и тогда, когда поэт отбывал срок на Колыме.
В 1924 году, издательством «Русского Театрального общества», была издана пьеса «Колька Ступин», которую А. А. Солодовников пишет вместе с известным для своего времени прозаиком Сергеем Абрамовичем Ауслендером. Эта пьеса в течение долгого времени ставилась на сцене 1-го детского государственного театра для детей (позже Московский театр юного зрителя).
В 1928 году А. А. Солодовников впервые для себя заключает несколько договоров на издание детских стихов с известным книгоиздательством «Мириманова». Увидели свет такие стихи поэта как: «Медвежонок и футболист», «Домашние животные», «Как ездят», «Дети», «Дети Японии», «Дети Китая» и др. До настоящего времени сохранены экземпляры этих книжек.
В том же году в Московском детском журнале «Искорка» (№ 1-3) была опубликована поэма А. Солодовникова «Два билета вокруг света». В четвертом номере «Искорки» за тот же год, были опубликованы еще три произведения поэта: два рассказа «Боря и Трезор» и «Весною», а также стихотворение «Наводнение».
В 1929 году в самом первом номере «Искорки» был напечатан еще один детский рассказ А. А. Солодовникова «Снежный домик».
Зимой конца 1937 и начала 1938 года, в Московском театре юного зрителя на раз ставился спектакль по тексту А. А. Солодовникова «Ёлка».
В 1938—1939 гг., в течение шести месяцев А. А. Солодовников находился под арестом в одной из Московских тюрем, до полного оправдания и освобождения. Однако в конце 1939 года, по очередному ложному обвинению, А. А. Солодовников вновь был арестован и в 1940 г. был осуждён на 8 лет лишения свободы. С 1938 по 1946 гг. поэт отбывал срок в лагере Магаданской области на Колыме, где работал бурильщиком по добыче олова на руднике ЮЗГПУ им. Лазо недалеко от Сеймчана и содержался, как и другие заключённые, в тяжелейших условиях.
По окончании срока заключения в 1946 году, А. А. Солодовников вынужден был жить и работать в течение десяти лет воспитателем и музыкальным руководителем в детском саду поселка Нижний Сеймчан Магаданской области «на принудительном поселении».
Только в 1956 году А. Солодовников покинул Магаданскую область и вернулся в Москву, получив извещение о своей реабилитации.
По возвращении в Москву А. А. Солодовников находит свою супругу, и до смерти поэта супруги уже больше не расстаются.
В Москве А. А. Солодовников продолжает писать стихи. В советское время издать стихи религиозного содержания было абсолютно невозможно. И поэтому составленные автором и напечатанные им же на машинке стихотворные сборники поэт дарит своим друзьям и близким.
Так Александр Александрович Солодовников выпустил самиздатом сборники стихов: «Слава Богу за все. Попутные песни» (1965 г.) и «Дорога жизни. Путь познания» (1973 г.). Его перу также принадлежат 5 пьес для домашних рождественских спектаклей.

А. А. Солодовников превосходно разбирался в музыке и был композитором. Он написал ноты для своих песен и стихов. Изданный самиздатом нотный сборник «Песни Александра Солодовникова» (1968 г.) включает в себя ноты для многих его песен и пьес. Другой нотный сборник посвящен песням из спектакля «Духи дома».
«В 1969 году некоторые произведения Александра Александровича Солодовникова, являющиеся большой художественной и культурной ценностью, были записаны в его исполнении и под его собственный аккомпанемент на пианино — на фонограмму (на магнитофоне „Днепр“). Было записано 25 его песен, пьеса „Духи дома“ и 3 его стихотворения. В 1998 году была выпущена соответствующая аудиокассета „Александр Солодовников — автор и исполнитель песен и музыкального сопровождения“».
16 ноября 1974 года с поэтом случился тяжелый инсульт. В тот же день он умер. Похоронен на Ваганьковском кладбище.
До последних дней своей жизни А. А. Солодовников состоял членом Российского Авторского общества, но, к сожалению, при жизни ему удалось опубликовать только некоторые стихи для детей, и несколько стихотворений в сборнике «Предрассветное» (1916 г.).
С 1988 года стихами А. А. Солодовникова вплотную заинтересовался советский и российский поэт и исследователь русской поэзии Е. Е. Данилов, который и положил начало публикаций стихов поэта.
В период с 1989—2006 год в журналах «Новый мир» (1989 г., № 8), «Наш современник» (1990 ;г., № 9), «Московский» (1992 г., № 3), «Кормчий» (1996 г., № 2), «Духовный собеседник» (2000 г., № 3 и № 4), «Русич» (2004, № 1), «Вера, надежда, любовь» (2006, № 3) и др. опубликованы некоторые из стихотворений, а также рассказов и пьес А. А. Солодовникова.
Вышли в свет несколько литературно-исторических очерков Солодовникова: «Сокровища Введенских гор» («Московский журнал», 1992, № 3) и «Ваганьковские светильники» («Духовный собеседник», 2000, № 4).
В 2006 году вышла книга «Александр Солодовников. Я не устану славить Бога». В книгу вошли стихи из двух главных сборников автора «Слава Богу за все» и «Дорога жизни». Книга также содержит биографический очерк и воспоминания о поэте.
В 2007 году вышла книга «Александр Солодовников. Стихотворения».
В 2010 году вышла книга «Александр Солодовников. В светлом саду христианства». Именно эта книга, на сегодняшний день, является самым полным собранием его стихотворений. В книгу вошли три сборника стихотворений, пять пьес, нотный сборник к песням, а также воспоминания о поэте и многое другое. Дополнением к книге является мультимедийный диск с аудиозаписями песен в исполнении самого автора.

## Произведения

### Поэзия
- Солодовников А. А.  «Я не устану славить Бога…». Избранные стихотворения. / Составление и комментарии Е. Е. Данилова, А. П. Шпаковой. — Москва, Паломник, 2006
- Александр Солодовников. Стихотворения (Составители: А. А. Андреева и А. И. Олейников), Москва, 2007
- Александр Солодовников. «В светлом саду христианства» (Составители: Е. Данилов, А. Шпакова), Москва: Гриф и Ко, 2010
- Александр Солодовников. «Сеймчанский след» Сборник стихотворений (Составители: С.В. Будникова, А.П. Шпакова), Магадан — Санкт-Петербург · Кордис, 2017, 384 стр.

### Проза
- Солодовников А. А. «Сокровища Введенских гор». // Москва, Московский журнал, 1992, № 3
- Солодовников А. А. «Ваганьковские светильники». // Москва, Духовный собеседник, 2000, № 4